# Stefaan Van Gool
Stefaan Van Gool (Brugge, 24 oktober 1963) is een Belgisch kankeronderzoeker en pediatrisch oncoloog. Hij was hoogleraar aan de Faculteit Geneeskunde van de Katholieke Universiteit Leuven tussen 2006 en 2016. Tussen 2008 en 2011 maakte hij deel uit van de commissie van de Hoge Gezondheidsraad in België. Met talrijke wetenschappelijke publicaties maar ook optredens op televisie en podcasts is zijn onderzoek alom bekend.
Van Gool studeerde vanaf 1981 aan de Katholieke Universiteit Leuven, waar hij in 1994 promoveerde. Zijn proefschrift behandelde het verband tussen cytotoxische T-cellen en anergie. De International Society for Paediatric Oncology kende hem in 1995 de Schweisguth Prize for Young Scientists toe en het jaar daarop de Grand Prize van de vereniging, waarin hij als jonge onderzoeker de uitzondering was.
In 1996 begon hij colleges te geven aan de Universiteit van Leuven, waar hij in 2006 hoogleraar werd. Hij ontving verschillende nationale en internationale prijzen voor zijn onderzoek, dat onder andere heeft bijgedragen aan de behandeling van hersentumoren. Hij was pionier op het gebied van vaccinatie met dendritische cellen voor kinderen en volwassenen met glioblastoma multiforme en behandelde hiermee de eerste patiënt in Europa in 2001. Hij heeft het hele traject van translationeel onderzoek van fundamenteel onderzoek tot implementatie in de behandeling van patiënten uitgewerkt. Tussen 2000 en 2007 maakte hij deel uit van het Competentienetwerk Kinderoncologie van het Duitse Federale Ministerie van Onderwijs en Onderzoek.
Sinds 2018 is hij directeur van de praktijk voor Immuno-Oncologie en Translationele Geneeskunde bij het Immuno-Oncologisch Centrum Keulen (IOZK), waar de productie van dendritische celvaccins - in combinatie met oncolytische virussen - in 2015 werd goedgekeurd als geneesmiddel voor mensen. De focus ligt op de integratie van geïndividualiseerde multimodale immunotherapie als onderdeel van gefaseerde gecombineerde behandelingsstrategieën tegen kanker.
Stefaan Van Gool speelt viool en saxofoon en trad samen met zijn collega Stefan Pfister (kankeronderzoeker) en zijn vier dochters en echtgenote op tijdens benefietconcerten voor het project Een tweede kans voor kinderen met kanker.
- ORCID: 0000-0002-8102-5968
- Virtual International Authority File: 58168733812065261221